# Martinová
Martinová – wieś (obec) na Słowacji położona w kraju bańskobystrzyckim, w powiecie Rymawska Sobota. Pierwsze wzmianki o miejscowości pochodzą z roku 1427. 
Według danych z dnia 31 grudnia 2012, wieś zamieszkiwało 220 osób, w tym 112 kobiet i 108 mężczyzn.
W 2001 roku rozkład populacji względem narodowości i przynależności etnicznej wyglądał następująco:
- Słowacy – 13,07%
- Czesi – 0,5%
- Romowie – 15,58%
- Węgrzy – 67,84%

Ze względu na wyznawaną religię struktura mieszkańców kształtowała się w 2001 roku następująco:
- Katolicy rzymscy – 73,37%
- Ewangelicy – 1,01%
- Ateiści – 2,01%
- Nie podano – 1,51%